# Dieudonné Brouwers
Pour les articles homonymes, voir Brouwers.
Corneil-Dieudonné (Dieudonné) Brouwers, né le 21 septembre 1874 à Dison et mort le 8 novembre 1948 à Namur, est un historien belge et fut archiviste général des archives de l'État en Belgique de 1935 à 1939.

## Biographie
Dieudonné Brouwers étudie l'histoire à l'Université de Liège, où il eut comme professeur de Godefroid Kurth, et obtient son diplôme en 1896. En juin 1897, il réussit l'examen de candidat-archiviste et est nommé employé aux Archives de l'État à Liège le 27 septembre 1898. En 1903, il devient conservateur-adjoint de l'établissement et part pour Namur le 25 mai 1906, où il est appelé à remplacer Léon Lahaye comme conservateur des Archives de l'État à Namur. Il se consacre entièrement aux archives et à l'histoire de cette province, cela se reflète dans son engagement envers la Société archéologique de Namur, dont il est successivement trésorier, secrétaire et vice-président.
Le 15 décembre 1935, il est promu archiviste général de l'État, succédant à Joseph Cuvelier. Durant la brève période où il exerce cette fonction, il est à l'initiative d'un nouveau local au « Musée des Archives ». Atteignant l'âge limite, Brouwers quitte son poste et prend sa retraite le 30 septembre 1939.

## Publications
Une liste des publications  de Brouwers peut être trouvée dans Ferdinand Courtoy, « Dieudonné Brouwers », Namurcum, vol. 23,‎ 1948, p. 53-62 (résumé)